# 忻元锡
忻元锡（1918年12月13日—2003年3月4日），男，浙江定海人，中华人民共和国政治人物，曾任中华人民共和国财政部副部长，中共上海市委常委，上海市人民政府副市长。